# Organisation pour la science et la technologie
L'Organisation pour la science et la technologie (Science and Technology Organization, STO) est un organisme civil de l'Organisation du traité de l'Atlantique nord (OTAN ou  NATO) chargé de la recherche scientifique et technologique.

## Histoire
Cette STO est issue de la fusion, en 2012, de deux organismes : 
1. le Comité pour la science et la technologie (ou STB pour Science & Technology Board) ;
2. le Centre de recherches pour la guerre anti-sous-marine du SACLANT ou (SACLANTCEN), aussi dénommé Centre de recherche sous-marine de l'OTAN (ou « NURC » pour NATO Undersea Research Center), ensuite rebaptisé Centre de recherche sous-marine du SACLANT.

L'Organisation pour la science et la technologie de l'OTAN se compose initialement de ces deux organismes, mais d'autres agences, des comités scientifiques et techniques, et divers organes exécutifs seront aussi mobilisés.
Peu après la création de l'OTAN, d'importants besoins de recherche apparaissent, devant répondre  aux « Besoins Militaires de Base » (par "Besoin Militaire de Base" il faut entendre « une indication générale de la nature et du type de matériel requis, des quantités nécessaires et de la date à laquelle il serait souhaitable que ce matériel entre en service »), ces besoins étant estimés par les Etats-majors nationaux. L'OTAN définit de son côté ses propres besoins dits « NBMR » (« Besoins Militaires OTAN de Base », pouvant porter « sur des armes, matériels ou systèmes extrêmement divers. Les conditions qui y sont fixées doivent pouvoir être obtenues dans les délais Imposés compte tenu de la technologie actuelle et des progrès escomptés »).
Dans les années 1960, les questions de recherche étaient principalement traitées par 3 instances : le Secrétaire Général Adjoint pour les Affaires Scientifiques ; le Comité Scientifique, et le Comité des Directeurs de la Recherche pour la Défense ; mais d'autres organismes civils et militaires de l'OTAN interviennent aussi.
La STO conduit aussi des travaux de veille stratégique et de prospective, en lien avec les agences de l'OTAN.

## Organisation
La STO, est présidée par un conseiller scientifique qui est basé au siège de l'OTAN, à Bruxelles, la gouvernance organisationnelle étant du ressort du STB. Le conseiller scientifique est à la fois président du STB et conseiller scientifique principal auprès du Conseil de l'Atlantique Nord.
Les membres des comités scientifiques et techniques viennent d'organismes nationaux et d'organismes OTAN. Ils dirigent et exécutent les activités de coopération.
Le soutien exécutif et administratif de ces activités est assuré par le Bureau de soutien à la collaboration (Collaboration Support Office, CSO), anciennement Agence pour la recherche et la technologie (RTA), implanté à Neuilly-sur-Seine.
Le Centre pour la recherche et l'expérimentation maritimes (Centre for Maritime Research and Experimentation, CMRE), anciennement NURC, installé à La Spezia (Italie), organise et mène des recherches scientifiques et des activités de développement technologique axées sur le domaine maritime.
La STO repose sur six groupes thématiques et deux groupes transverses :
- Applied Vehicle Technology, AVT,
- Human Factors and Medicine, HFM,
- Information Systems Technology, IST,
- System Analysis and Studies, SAS,
- Systems Concepts and Integration, SCI,
- Sensors and Electronics Technology, SET,
- NATO Modelling and Simulation Group, NMSG,

## Diffusion de la connaissance
Outre ses activités propres la STO organise divers cours et conférences, la plupart étant disponibles sur son site web, avec les rapports AGARD (NATO's Advisory Group for Aeronautical Research and Development, organisme inclus dans la RTO en 1996). Les synthèses publiées dans divers rapports sont d'un très bon niveau scientifique.